# 맥스 애들러
맥스 애들러(Max Adler, 1986년 1월 17일 ~ )는 미국의 배우이다.

## 작품 목록
- 설리: 허드슨강의 기적